# Stefan Ilsanker
Stefan Ilsanker (Hallein, 18 mei 1989) is een Oostenrijks voormalig voetballer die doorgaans speelde als middenvelder. Tussen 2007 en 2023 was hij actief voor Red Bull Salzburg, SV Mattersburg, opnieuw Red Bull Salzburg, RB Leipzig, Eintracht Frankfurt en Genoa. Ilsanker maakte in 2014 zijn debuut in het Oostenrijks voetbalelftal en kwam uiteindelijk tot eenenzestig interlandoptredens.

## Clubcarrière
Ilsanker speelde in de jeugdopleiding van 1. Halleiner SK. Daar was hij voornamelijk actief als doelman, maar op den duur besloot hij zich te richten op een rol als middenvelder. In 2005 vertrok Ilsanker naar Red Bull Salzburg. Op 4 april 2009 werd hij voor het eerst opgeroepen voor een wedstrijd van het eerste elftal. Hij bleef echter de gehele negentig minuten op de reservebank. In de zomer van 2010 besloot Ilsanker, na nog steeds geen competitieduels te hebben gespeeld voor Red Bull, te verkassen naar SV Mattersburg. Nadat hij daar twee jaar achtereen in het basiselftal stond, keerde hij in 2012 weer terug bij Red Bull, waar hij nu meer speeltijd kreeg. In het seizoen 2013/14 speelde Ilsanker bijna alle competitieduels mee. In de seizoenen 2013/14 en 2014/15 won hij met Red Bull Salzburg zowel de landstitel als Oostenrijkse voetbalbeker.
In de zomer van 2015 maakte Ilsanker de overstap naar RB Leipzig, actief in de Duitse 2. Bundesliga. Op 25 juli 2015 maakte hij zijn debuut voor de club in het competitieduel tegen FSV Frankfurt (0–1 winst). In zijn eerste seizoen bij Leipzig promoveerde de club naar de Bundesliga. Gedurende de seizoenen 2017/18 en 2018/19 zat Ilsanker veelvuldig op de reservebank. In januari 2020 maakte hij de overstap naar Eintracht Frankfurt, dat een half miljoen euro betaalde voor zijn transfer. In de zomer van 2022 verkaste Ilsanker naar Genoa, waar hij voor twee jaar tekende. De Italiaanse club was het seizoen ervoor gedegradeerd naar de Serie B. Genoa promoveerde binnen een jaar terug naar de Serie A. Na deze promotie verliet Ilsanker de club weer. Hierop zat de Oostenrijker een halfjaar zonder club, waarna hij in januari 2024 besloot op vierendertigjarige leeftijd een punt te zetten achter zijn actieve loopbaan.

## Clubstatistieken
| Seizoen | Club                | Competitie    | Competitie | Competitie | Beker | Beker | Internationaal | Internationaal | Totaal | Totaal |
| Seizoen | Club                | Competitie    | Wed.       | Dlp.       | Wed.  | Dlp.  | Wed.           | Dlp.           | Wed.   | Dlp.   |
| ------- | ------------------- | ------------- | ---------- | ---------- | ----- | ----- | -------------- | -------------- | ------ | ------ |
| 2010/11 | SV Mattersburg      | Bundesliga    | 26         | 0          | 4     | 0     | —              | —              | 30     | 0      |
| 2011/12 | SV Mattersburg      | Bundesliga    | 24         | 0          | 2     | 0     | —              | —              | 26     | 0      |
| 2012/13 | Red Bull Salzburg   | Bundesliga    | 26         | 0          | 4     | 0     | 1              | 0              | 31     | 0      |
| 2013/14 | Red Bull Salzburg   | Bundesliga    | 32         | 4          | 6     | 1     | 13             | 0              | 51     | 5      |
| 2014/15 | Red Bull Salzburg   | Bundesliga    | 31         | 0          | 5     | 0     | 9              | 0              | 45     | 0      |
| 2015/16 | RB Leipzig          | 2. Bundesliga | 26         | 1          | 2     | 0     | —              | —              | 28     | 1      |
| 2016/17 | RB Leipzig          | Bundesliga    | 33         | 0          | 1     | 0     | —              | —              | 34     | 0      |
| 2017/18 | RB Leipzig          | Bundesliga    | 21         | 0          | 1     | 0     | 6              | 0              | 28     | 0      |
| 2018/19 | RB Leipzig          | Bundesliga    | 19         | 0          | 4     | 0     | 11             | 0              | 34     | 0      |
| 2019/20 | RB Leipzig          | Bundesliga    | 6          | 0          | 1     | 0     | 0              | 0              | 7      | 0      |
| 2019/20 | Eintracht Frankfurt | Bundesliga    | 12         | 2          | 2     | 0     | 4              | 0              | 18     | 2      |
| 2020/21 | Eintracht Frankfurt | Bundesliga    | 27         | 1          | 2     | 0     | —              | —              | 29     | 1      |
| 2021/22 | Eintracht Frankfurt | Bundesliga    | 12         | 0          | 0     | 0     | 2              | 0              | 14     | 0      |
| 2022/23 | Genoa               | Serie B       | 16         | 0          | 0     | 0     | —              | —              | 16     | 0      |
| Totaal  | Totaal              | Totaal        | 311        | 8          | 34    | 1     | 46             | 0              | 391    | 9      |

## Interlandcarrière
Stefan Ilsanker maakte zijn debuut in het Oostenrijks voetbalelftal op 30 mei 2014 in de vriendschappelijke wedstrijd tegen IJsland (1–1). Hij speelde de volledige wedstrijd en ontving na een uur spelen een gele kaart van scheidsrechter Matej Jug. Op 8 september 2015 won Ilsanker met Oostenrijk de EK-kwalificatiewedstrijd in en tegen Zweden (1–4), waardoor het land zich kwalificeerde voor het Europees kampioenschap voetbal 2016. Met Oostenrijk nam hij in juni 2016 deel aan het toernooi in Frankrijk. Oostenrijk werd uitgeschakeld in de groepsfase na nederlagen tegen Hongarije (0–2) en IJsland (1–2) en een gelijkspel tegen Portugal (0–0). Tegen Portugal en IJsland begon hij in de basis; in beide gevallen werd hij gewisseld, ten faveure van respectievelijk Kevin Wimmer en Marc Janko. Ilsanker werd in mei 2021 door bondscoach Franco Foda opgenomen in de selectie van Oostenrijk voor het uitgestelde EK 2020. Tijdens het EK werd Oostenrijk uitgeschakeld in de achtste finales door Italië (2–1). In de groepsfase had het gewonnen van Noord-Macedonië (3–1) en Oekraïne (0–1) en verloren van Nederland (2–0). Ilsanker speelde mee tegen Noord-Macedonië, Oekraïne en Italië. Zijn toenmalige teamgenoten Steven Zuber, Djibril Sow (beiden Zwitserland), Martin Hinteregger (eveneens Oostenrijk), Kevin Trapp (Duitsland) en André Silva (Portugal) waren ook actief op het toernooi.
| Interlands van Stefan Ilsanker voor Oostenrijk | Interlands van Stefan Ilsanker voor Oostenrijk | Interlands van Stefan Ilsanker voor Oostenrijk | Interlands van Stefan Ilsanker voor Oostenrijk | Interlands van Stefan Ilsanker voor Oostenrijk | Interlands van Stefan Ilsanker voor Oostenrijk |
| №                                              | Datum                                          | Wedstrijd                                      | Uitslag                                        | Competitie                                     | Goals                                          |
| Als speler bij Red Bull Salzburg               | Als speler bij Red Bull Salzburg               | Als speler bij Red Bull Salzburg               | Als speler bij Red Bull Salzburg               | Als speler bij Red Bull Salzburg               | Als speler bij Red Bull Salzburg               |
| ---------------------------------------------- | ---------------------------------------------- | ---------------------------------------------- | ---------------------------------------------- | ---------------------------------------------- | ---------------------------------------------- |
| 1                                              | 30 mei 2014                                    | Oostenrijk – IJsland                           | 1 – 1                                          | Vriendschappelijk                              |                                                |
| 2                                              | 3 juni 2014                                    | Tsjechië – Oostenrijk                          | 1 – 2                                          | Vriendschappelijk                              |                                                |
| 3                                              | 9 oktober 2014                                 | Moldavië – Oostenrijk                          | 1 – 2                                          | EK 2016 kwalificatie                           |                                                |
| 4                                              | 12 oktober 2014                                | Oostenrijk – Montenegro                        | 1 – 0                                          | EK 2016 kwalificatie                           |                                                |
| 5                                              | 15 november 2014                               | Oostenrijk – Rusland                           | 1 – 0                                          | EK 2016 kwalificatie                           |                                                |
| 6                                              | 18 november 2014                               | Oostenrijk – Brazilië                          | 1 – 2                                          | Vriendschappelijk                              |                                                |
| 7                                              | 31 maart 2015                                  | Oostenrijk – Bosnië en Herzegovina             | 1 – 1                                          | Vriendschappelijk                              |                                                |
| 8                                              | 14 juni 2015                                   | Rusland – Oostenrijk                           | 1 – 0                                          | EK 2016 kwalificatie                           |                                                |
| Als speler bij RB Leipzig                      |                                                |                                                |                                                |                                                |                                                |
| 9                                              | 5 september 2015                               | Oostenrijk – Moldavië                          | 1 – 0                                          | EK 2016 kwalificatie                           |                                                |
| 10                                             | 8 september 2015                               | Zweden – Oostenrijk                            | 1 – 4                                          | EK 2016 kwalificatie                           |                                                |
| 11                                             | 12 oktober 2015                                | Oostenrijk – Liechtenstein                     | 3 – 0                                          | EK 2016 kwalificatie                           |                                                |
| 12                                             | 17 november 2015                               | Oostenrijk – Zwitserland                       | 1 – 2                                          | Vriendschappelijk                              |                                                |
| 13                                             | 26 maart 2016                                  | Oostenrijk – Albanië                           | 2 – 1                                          | Vriendschappelijk                              |                                                |
| 14                                             | 29 maart 2016                                  | Oostenrijk – Turkije                           | 1 – 2                                          | Vriendschappelijk                              |                                                |
| 15                                             | 4 juni 2016                                    | Oostenrijk – Nederland                         | 0 – 2                                          | Vriendschappelijk                              |                                                |
| 16                                             | 14 juni 2016                                   | Oostenrijk – Hongarije                         | 0 – 2                                          | EK 2016                                        |                                                |
| 17                                             | 18 juni 2016                                   | Portugal – Oostenrijk                          | 0 – 0                                          | EK 2016                                        |                                                |
| 18                                             | 22 juni 2016                                   | IJsland – Portugal                             | 2 – 1                                          | EK 2016                                        |                                                |
| 19                                             | 9 oktober 2016                                 | Servië – Oostenrijk                            | 3 – 2                                          | WK 2018 kwalificatie                           |                                                |
| 20                                             | 12 november 2016                               | Oostenrijk – Ierland                           | 0 – 1                                          | WK 2018 kwalificatie                           |                                                |
| 21                                             | 15 november 2016                               | Oostenrijk – Slowakije                         | 0 – 0                                          | Vriendschappelijk                              |                                                |
| 22                                             | 24 maart 2017                                  | Oostenrijk – Moldavië                          | 2 – 0                                          | WK 2018 kwalificatie                           |                                                |
| 23                                             | 28 maart 2017                                  | Oostenrijk – Finland                           | 1 – 1                                          | Vriendschappelijk                              |                                                |
| 24                                             | 2 september 2017                               | Wales – Oostenrijk                             | 1 – 0                                          | WK 2018 kwalificatie                           |                                                |
| 25                                             | 5 september 2017                               | Oostenrijk – Georgië                           | 1 – 1                                          | WK 2018 kwalificatie                           |                                                |
| 26                                             | 6 oktober 2017                                 | Oostenrijk – Servië                            | 3 – 2                                          | WK 2018 kwalificatie                           |                                                |
| 27                                             | 23 maart 2018                                  | Oostenrijk – Slovenië                          | 3 – 0                                          | Vriendschappelijk                              |                                                |
| 28                                             | 30 mei 2018                                    | Oostenrijk – Rusland                           | 1 – 0                                          | Vriendschappelijk                              |                                                |
| 29                                             | 2 juni 2018                                    | Oostenrijk – Duitsland                         | 2 – 1                                          | Vriendschappelijk                              |                                                |
| 30                                             | 6 september 2018                               | Oostenrijk – Zweden                            | 2 – 0                                          | Vriendschappelijk                              |                                                |
| 31                                             | 11 september 2018                              | Bosnië en Herzegovina – Oostenrijk             | 1 – 0                                          | Nations League 2018/19                         |                                                |
| 32                                             | 12 oktober 2018                                | Oostenrijk – Noord-Ierland                     | 1 – 2                                          | Nations League 2018/19                         |                                                |
| 33                                             | 16 oktober 2018                                | Denemarken – Oostenrijk                        | 2 – 0                                          | Vriendschappelijk                              |                                                |
| 34                                             | 18 november 2018                               | Noord-Ierland – Oostenrijk                     | 1 – 2                                          | Nations League 2018/19                         |                                                |
| 35                                             | 7 juni 2019                                    | Oostenrijk – Slovenië                          | 1 – 0                                          | EK 2020 kwalificatie                           |                                                |
| 36                                             | 10 juni 2019                                   | Noord-Macedonië – Oostenrijk                   | 1 – 4                                          | EK 2020 kwalificatie                           |                                                |
| 37                                             | 6 september 2019                               | Oostenrijk – Letland                           | 6 – 0                                          | EK 2020 kwalificatie                           |                                                |
| 38                                             | 9 september 2019                               | Polen – Oostenrijk                             | 0 – 0                                          | EK 2020 kwalificatie                           |                                                |
| 39                                             | 10 oktober 2019                                | Oostenrijk – Israël                            | 3 – 1                                          | EK 2020 kwalificatie                           |                                                |
| 40                                             | 13 oktober 2019                                | Slovenië – Oostenrijk                          | 0 – 1                                          | EK 2020 kwalificatie                           |                                                |
| 41                                             | 16 november 2019                               | Oostenrijk – Noord-Macedonië                   | 2 – 1                                          | EK 2020 kwalificatie                           |                                                |
| 42                                             | 19 november 2019                               | Letland – Oostenrijk                           | 1 – 0                                          | EK 2020 kwalificatie                           |                                                |
| Als speler bij Eintracht Frankfurt             |                                                |                                                |                                                |                                                |                                                |
| 43                                             | 4 september 2020                               | Noorwegen – Oostenrijk                         | 1 – 2                                          | Nations League 2020/21                         |                                                |
| 44                                             | 7 oktober 2020                                 | Oostenrijk – Griekenland                       | 2 – 1                                          | Vriendschappelijk                              |                                                |
| 45                                             | 11 oktober 2020                                | Noord-Ierland – Oostenrijk                     | 0 – 1                                          | Nations League 2020/21                         |                                                |
| 46                                             | 14 oktober 2020                                | Roemenië – Oostenrijk                          | 0 – 1                                          | Nations League 2020/21                         |                                                |
| 47                                             | 15 november 2020                               | Oostenrijk – Noord-Ierland                     | 2 – 1                                          | Nations League 2020/21                         |                                                |
| 48                                             | 18 november 2020                               | Oostenrijk – Noorwegen                         | 1 – 1                                          | Nations League 2020/21                         |                                                |
| 49                                             | 25 maart 2021                                  | Schotland – Oostenrijk                         | 2 – 2                                          | WK 2022 kwalificatie                           |                                                |
| 50                                             | 31 maart 2021                                  | Oostenrijk – Denemarken                        | 0 – 4                                          | WK 2022 kwalificatie                           |                                                |
| 51                                             | 6 juni 2021                                    | Oostenrijk – Slowakije                         | 0 – 0                                          | Vriendschappelijk                              |                                                |
| 52                                             | 13 juni 2021                                   | Oostenrijk – Noord-Macedonië                   | 3 – 1                                          | EK 2020                                        |                                                |
| 53                                             | 21 juni 2021                                   | Oekraïne – Oostenrijk                          | 0 – 1                                          | EK 2020                                        |                                                |
| 54                                             | 26 juni 2021                                   | Italië – Oostenrijk                            | 2 – 1                                          | EK 2020                                        |                                                |
| 55                                             | 1 september 2021                               | Moldavië – Oostenrijk                          | 0 – 2                                          | WK 2022 kwalificatie                           |                                                |
| 56                                             | 4 september 2021                               | Israël – Oostenrijk                            | 5 – 2                                          | WK 2022 kwalificatie                           |                                                |
| 57                                             | 7 september 2021                               | Oostenrijk – Schotland                         | 0 – 1                                          | WK 2022 kwalificatie                           |                                                |
| 58                                             | 9 oktober 2021                                 | Faeröer – Oostenrijk                           | 0 – 2                                          | WK 2022 kwalificatie                           |                                                |
| 59                                             | 12 oktober 2021                                | Denemarken – Oostenrijk                        | 1 – 0                                          | WK 2022 kwalificatie                           |                                                |
| 60                                             | 15 november 2021                               | Oostenrijk – Moldavië                          | 4 – 1                                          | WK 2022 kwalificatie                           |                                                |
| 61                                             | 29 maart 2022                                  | Oostenrijk – Schotland                         | 2 – 2                                          | Vriendschappelijk                              |                                                |

## Erelijst
| Competitie          |                   |                   |                   |                   |
| Competitie          | Aantal            | Jaren             |                   |                   |
| Red Bull Salzburg   | Red Bull Salzburg | Red Bull Salzburg | Red Bull Salzburg | Red Bull Salzburg |
| ------------------- | ----------------- | ----------------- | ----------------- | ----------------- |
| Bundesliga          | 2                 | 2013/14, 2014/15  |                   |                   |
| ÖFB-Cup             | 2                 | 2013/14, 2014/15  |                   |                   |
| Eintracht Frankfurt |                   |                   |                   |                   |
| UEFA Europa League  | 1                 | 2021/22           |                   |                   |